# Падмозеро (озеро)
Падмозеро (устар. Падм-озеро, Подмозеро) — озеро в Республики Карелия, располагается на территории Толвуйского и Великогубского сельских поселений Медвежьегорского района.

## Общие сведения
Расположено на Заонежском полуострове в северной части Онежского озера.
Котловина ледниково-тектонического происхождения.
Форма удлинённая, вытянута с северо-запада на юго-восток. Островов 2, общей площадью 0,08 км². Берега низкие, каменистые.
Грунты в основном илистые. Высшая водная растительность представлена тростником и рдестами.
В озере обитают: плотва, окунь, щука, лещ, налим, ёрш, сиг озёрный олонецкий.